# Stauffenberg
Stauffenberg és un telefilm alemany de Jo Baier del 2004. Ha estat doblada al català.
El tema del telefilm és el complot del 20 de juliol de 1944 amb Sebastian Koch en el paper de Claus von Stauffenberg i Ulrich Tukur en el de Henning von Tresckow.

## Argument
El matí del 20 de juliol de 1944, el tinent Claus von Stauffenberg es disposa a reunir-se amb Adolf Hitler en la caserna general del dictador a Prússia Oriental. Stauffenberg és la punta de llança d'un moviment rebel que pretén acabar amb Hitler; els explosius que amaga en el seu maletí estan destinats a alliberar a Alemanya de la bogeria del tirà.

## Repartiment
- Sebastian Koch
- Christopher Buchholz
- Ulrich Tukur
- Hardy Krüger Jr.
- Axel Milberg
- Olli Dittrich
- Stefania Rocca
- Enrico Mutti